# Costișa
Costișa è un comune della Romania di 3 697 abitanti, ubicato nel distretto di Neamț, nella regione storica della Moldavia. 
Il comune è formato dall'unione di 3 villaggi: Costișa, Dornești, Frunzeni, Mănoaia.